# Савіна-Гнесіна Євгенія Фабіанівна
Євгенія Фабіанівна Савіна-Гнесіна (нар. 1871 або 11 березня 1870, Ростов-на-Дону, Російська імперія — пом. 6 квітня 1940, Москва, СРСР) — піаністка, музикальний педагог, музично-громадська діячка, Заслужена артистка Республіки (1925), заслужений діяч мистецтв РРФСР (1935). Одна з сестер Гнесіних.

## Біографія

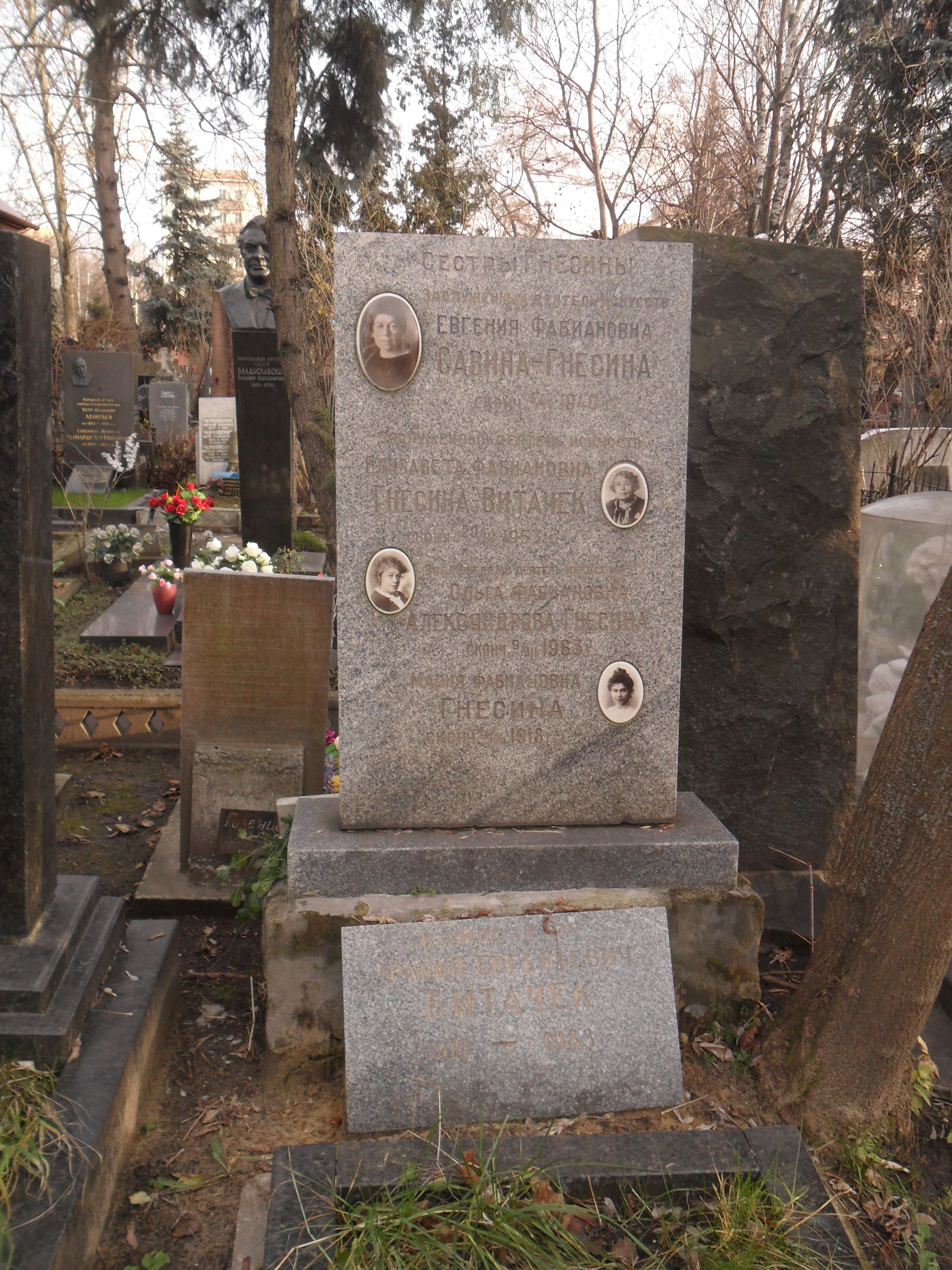
Могила сестер Гнесіних на Новодівичому цвинтарі Москви.

Євгенія Фабіанівна Гнесіна народилася 1870 року в родині міського казенного рабина Фабіана Йосиповича Гнесіна, мати — Бейла Ісаївна Флетзінгер-Гнесіна[1], співачка, учениця С. Монюшка.
Коли Євгенії виповнилося 14 років, батьки відправили її вступати до Московської консерваторії. Євгенія Фабіанівна закінчила в 1889 році фортепіанний факультет консерваторії (клас Василя Сафонова), займалася також композицією з Антоном Аренським та Сергієм Танєєвим. Була тісно пов'язана з гуртком любителів літератури і мистецтва, яким керував молодий купецький син Костянтин Алексєєв — в майбутньому Костянтин Станіславський.
У 1895 році заснувала разом з сестрами Оленою та Марією «Музичне училище сестер О. та М. Гнесіних», що стало в подальшому Російською академією музики імені Гнесіних.
Євгенія Фабіанівна викладала фортепіано, дитяче сольфеджіо, елементарну теорію музики, хор, завідувала відділенням фортепіано. Вона здійснювала загальне художнє керівництво училищем (з 1920-х років разом із сестрою Оленою Фабіанівною).
У 1911 році Євгенія Фабіановна здійснила постановку двох дитячих опер: «Теремок» на музику Олександра Гречанінова та «Ріпка» на музику учня школи Фабія Вітачека. Так почалася історія дитячого музичного театру імені Гнесіних.
Євгенія Фабіанівна Гнесіна померла 1940 року в Москві, похована на Новодівичому цвинтарі.

## Учні
- Піаніст Микола Орлов.